# حسام كمال (لاعب كرة قدم)
حسام كمال حسنين (مواليد 25 يناير 1996) لاعب كرة قدم قطري يجيد اللعب في الظهير الأيمن مع نادي الشحانية.

## مسيرة اللاعب
كانت بداياته مع السد و كانت له تجربة في الفئات السنية في نادي أوكسير الفرنسي و إنتقل إلى النادي العربي في عام 2017 و أعاره العربي إلى نادي الريان مطلع عام 2018 و أعاره إلى نادي أم صلال في صيف 2018 و أعير إلى نادي السد في مطلع عام 2020 و انتقل في عام 2021 إلى نادي قطر وانتقل في عام 2023 إلى نادي أم صلال وانتقل إلى نادي الشحانية في عام 2024.

## روابط خارجية
- حسام كمال على موقع Soccerway.com (الإنجليزية)